# Rouleau (Saskatchewan)
Pour les articles homonymes, voir Rouleau.
Rouleau est un village de la province de la Saskatchewan au Canada.

## Démographie
| 2001 | 2006 | 2011 | 2016 |
| ---- | ---- | ---- | ---- |
| 434  | 400  | 453  | 540  |